# Vilate Murray Kimball
Vilate Murray Kimball (ur. 1 czerwca 1806 we Floridzie, zm. 22 czerwca 1867 w Salt Lake City) – pierwsza żona Hebera C. Kimballa, jedna z postaci wczesnej historii ruchu świętych w dniach ostatnich (mormonów).

## Życiorys
Córka Roswella Murraya i Susanny Fitch urodziła się we Floridzie w hrabstwie Montgomery w stanie Nowy Jork. Jako małe dziecko przeniosła się wraz z rodziną do Bloomfield, jako nastolatka natomiast do Victor. 22 listopada 1822 w Mendon poślubiła Hebera C. Kimballa. W 1827 wspólnie z Heberem miała doświadczyć trwającej kilka godzin wizji niebios. Również wraz z mężem zetknęła się z niedawno zorganizowanym Kościołem Jezusa Chrystusa Świętych w Dniach Ostatnich i ostatecznie została członkiem tej wspólnoty religijnej. Ochrzczona została w kwietniu 1832 przez Josepha Younga. Wraz ze współwyznawcami wyemigrowała do Kirtland, jesienią 1833. Zaangażowana w prace pomocnicze przy budowie świątyni mormońskiej w Kirtland, szyła ubrania dla wznoszących budynek robotników, jak również zasłony dla samej świątyni (1834–1836).
Zmieniała następnie dosyć często miejsce zamieszkania, podążając za migrującymi współwyznawcami. W lipcu 1838 osiadła w zasiedlanym przez mormonów Far West w stanie Missouri, w 1839 w Atlas oraz w Quincy w stanie Illinois. Około 1840 dotarła do Nauvoo, nowego centrum Kościoła. 24 marca 1842 dołączyła do afiliowanego przy Kościele Stowarzyszenia Pomocy utworzonego w tym mieście. Była jedną z pierwszych kobiet, które wzięły udział w obrzędach odprawianych w świątyni mormońskiej w Nauvoo. Dołączyła do kolejnej fali mormońskiej migracji, w 1846 dotarła do Winter Quarters w dzisiejszej Nebrasce. Brała również udział w masowej migracji członków Kościoła na terytorium dzisiejszego Utah. Do doliny Wielkiego Jeziora Słonego dotarła we wrześniu 1848.
Połączona wieczyście ze swoim mężem w obrzędzie pieczętowania, podczas pierwszej w historii Kościoła ceremonii tego typu (jesienią i zimą na przełomie 1841 i 1842). Włączona w skład Namaszczonego Kworum, utworzonego przez Josepha Smitha, twórcę ruchu świętych w dniach ostatnich oraz prezydenta Kościoła. Jako jedna z siedemnastu kobiet otrzymała drugie namaszczenie za życia Smitha, w obrzędzie zarezerwowanym wówczas dla mormońskich przywódców oraz dla niektórych z ich małżonek.
Znana była ze zdolności poetyckich. Urodziła dziesięcioro dzieci. Osiadła w Salt Lake City i tam też zmarła. Pochowana została w grobowcu rodzinnym, również w Salt Lake City.